# Leucognatha bilineata
Espèce
Synonymes
- Sancus bilineatus Tullgren, 1910

Leucognatha bilineata est une espèce d'araignées aranéomorphes de la famille des Tetragnathidae.

## Distribution
Cette espèce se rencontre au Kenya sur le mont Kenya et en Tanzanie sur le Kilimandjaro vers 3 000 m d'altitude,.

## Description
La carapace du mâle syntype mesure 1,4 mm de long et l'abdomen 1,75 mm et la carapace de la femelle syntype 2 mm de long et l'abdomen 4,5 mm.
Les mâles mesurent de 3,04 à 3,55 mm et les femelles de 4,8 à 6,3 mm.

## Systématique et taxinomie
Cette espèce a été décrite sous le protonyme Sancus bilineatus par Tullgren en 1910. Elle est placée dans le genre Leucognatha par Ceccolini et Cianferoni en 2022.

## Publication originale
- Tullgren, 1910 : « Araneae. » Wissenschaftliche Ergebnisse der Schwedischen Zoologischen Expedition nach dem Kilimandjaro, dem Meru und dem Umbegenden Massaisteppen Deutsch-Ostafrikas 1905-1906 unter Leitung von Prof. Dr Yngve Sjöstedt, Stockholm, vol. 20, no 6, p. 85-172.